# Pandrosos (geslacht)
Pandrosos is een kevergeslacht uit de familie van de boktorren (Cerambycidae). De wetenschappelijke naam van het geslacht werd voor het eerst geldig gepubliceerd in 1867 door Bates.

## Soorten
Pandrosos omvat de volgende soorten:
- Pandrosos phtisicus (Klug, 1825)
- Pandrosos proximus Mermudes & Napp, 2009